# Choi Gyeong-Hui
Choi Gyeong-Hui, född den 25 februari 1966 i Seoul Sydkorea, är en sydkoreansk basketspelare som var med och tog OS-silver 1984 i Los Angeles. Detta var Sydkoreas första medalj i de olympiska baskettävlingarna. Hon är 166 centimeter lång.